# Miroszka
Miroszka (prononciation : [miˈrɔʂka]) est un village polonais de la gmina de Niechanowo dans le powiat de Gniezno de la voïvodie de Grande-Pologne dans le centre-ouest de la Pologne.
Il se situe à environ 3 kilomètres à l'est de Niechanowo (siège de la gmina), à 12 kilomètres au sud-est de Gniezno (siège du powiat) et à 56 kilomètres à l'est de Poznań (capitale régionale).
Le village possédait une population de 100 habitants en 2006.

## Histoire
De 1975 à 1998, le village faisait partie du territoire de la voïvodie de Poznań.

Depuis 1999, Miroszka est situé dans la voïvodie de Grande-Pologne.